# Araeolaimus elegans
Araeolaimus elegans är en rundmaskart som beskrevs av De Man 1888. Araeolaimus elegans ingår i släktet Araeolaimus och familjen Axonolaimidae. Arten är reproducerande i Sverige. Inga underarter finns listade i Catalogue of Life.